# Związek Kynologiczny w Polsce
Związek Kynologiczny w Polsce, in acronimo ZKwP, è la principale associazione cinofila della Polonia. Nata il 29 luglio 1938, è uno dei membri della Fédération cynologique internationale (FCI).

## Storia

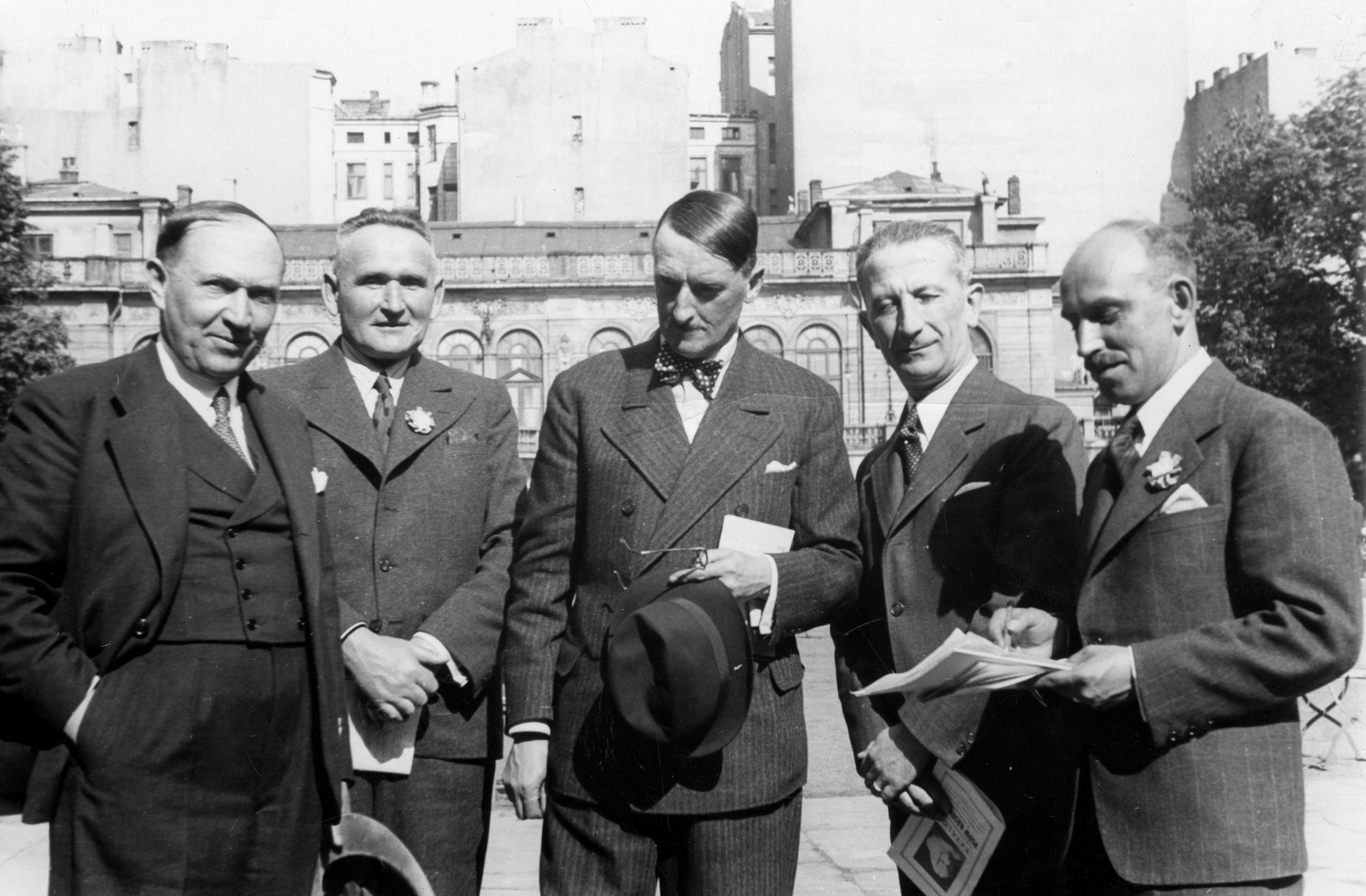
Giuria di un'esposizione canina a Varsavia con Maurycy Trybulski, primo da sinistra (1938)

L'origine del Związek Kynologiczny w Polsce risale all'inizio degli agli anni '30 quando Maurycy Cyril Trybulski, accademico esperto di zootecnia, cominciò a tentare di riunire le varie associazioni cinofile polacche in una federazione nazionale, allo scopo di richiedere di entrare a fare parte della Fédération Cynologique Internationale (FCI). Nel 1938 gli sforzi di Trybulski portarono alla creazione del Polski Kennel Klub (PKK) che fu riconosciuto dalla FCI l'anno seguente, il 2 giugno 1939.
Dopo la seconda guerra mondiale l'associazione venne ufficialmente riaperta il 5 maggio 1948, con il nuovo nome Związek Kynologiczny w Polsce (Club cinofilo della Polonia) e nuovamente riconosciuta dalla Fédération Cynologique Internationale nel 1957.

## Attività
L'associazione coordina 46 sezioni regionali e organizza numerosi eventi legati alla cinofilia. Le attività e gli scopi principali del ZKwP sono:
- la gestione dell'anagrafe dei cani di razza in Polonia;
- l'organizzazione e la partecipazione a eventi cinofili (mostre, competizioni, corsi, addestramento);
- la gestione e la formazione di giudici ed esperti di cinofilia;
- la promozione e divulgazione di ricerche scientifiche nel campo della cinofilia.

## Razze canine polacche
Il Związek Kynologiczny w Polsce si occupa della conservazione e valorizzazione delle razze canine autoctone della Polonia. Le razze di origine polacca riconosciute dalla FCI sono 5: cane da pastore di Vallée, cane da pastore di Tatra, segugio polacco, gończy Polski, levriero polacco.

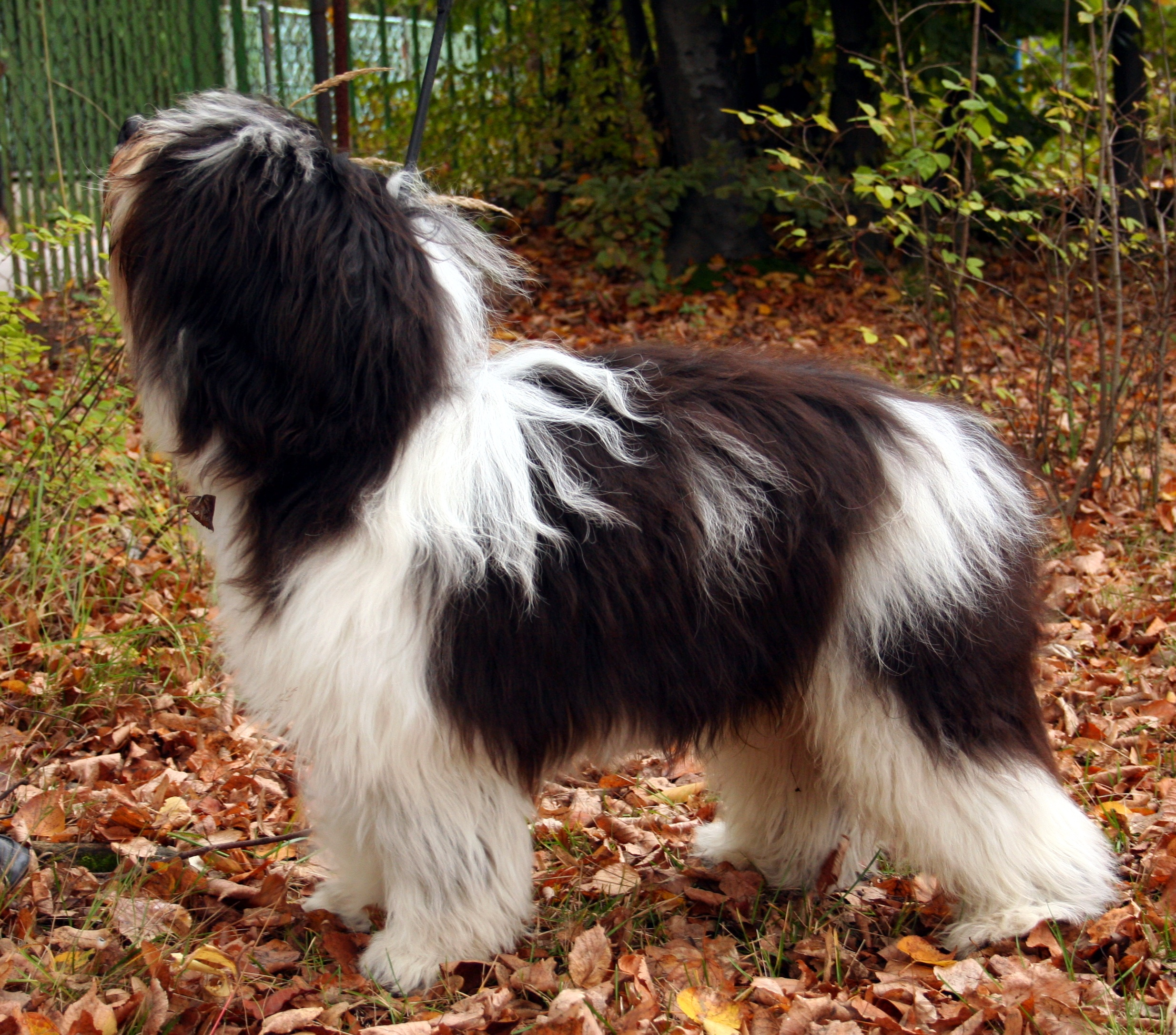
Cane da pastore di Vallée
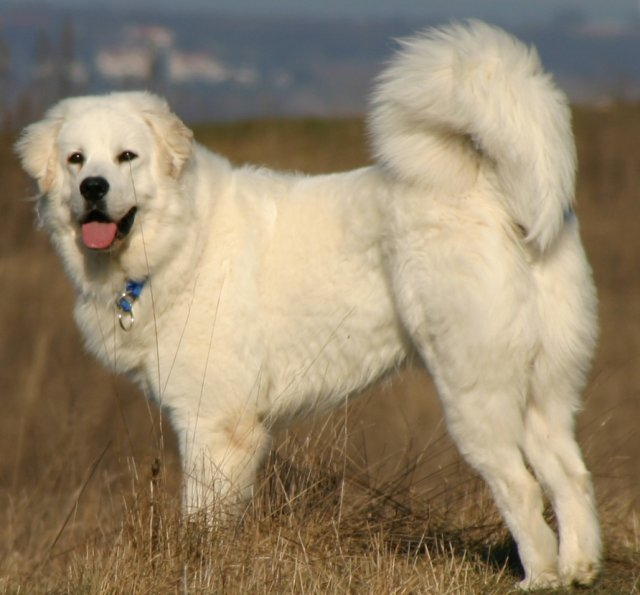
Cane da pastore di Tatra
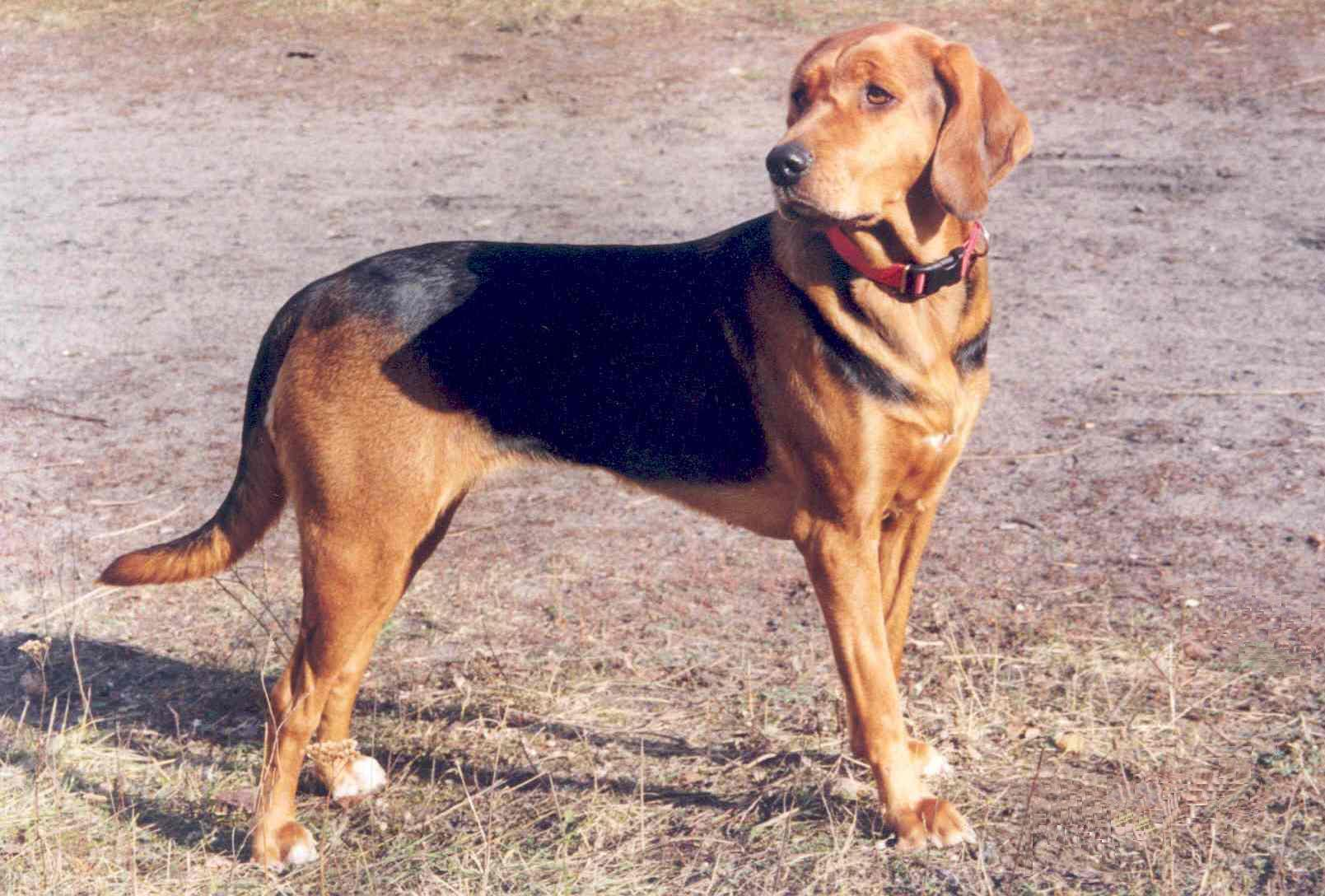
Segugio polacco
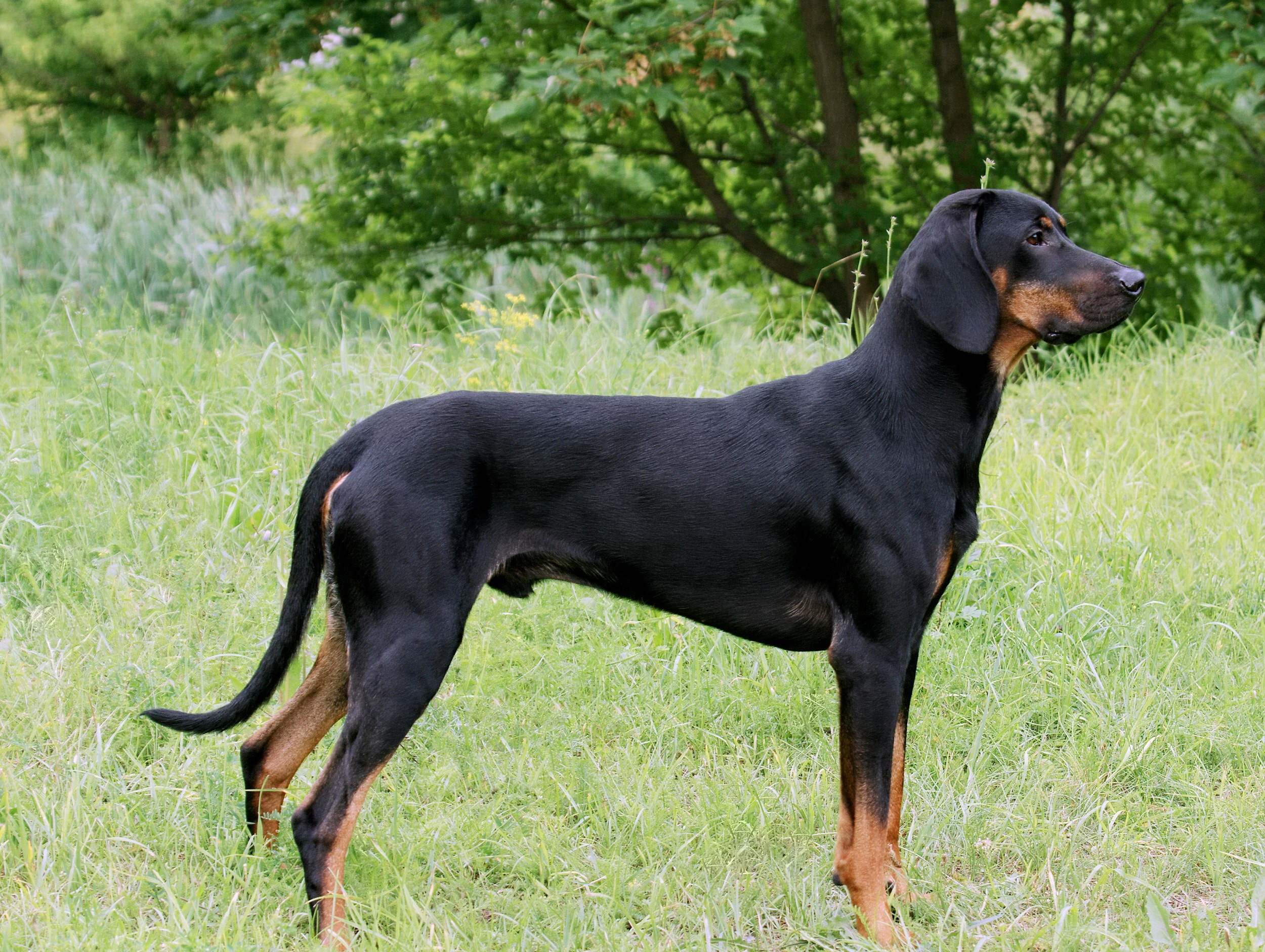
Gończy Polski
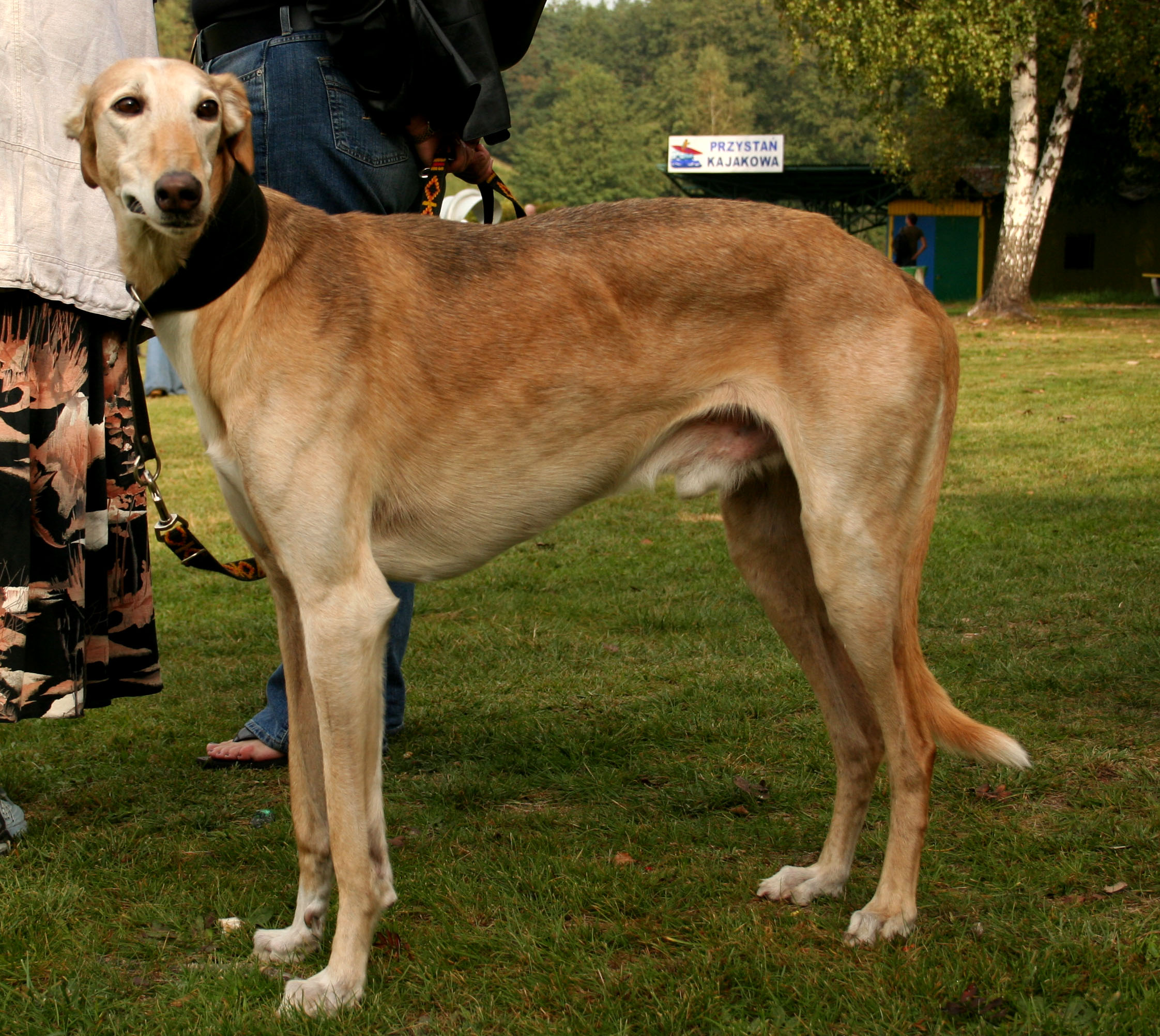
Levriero polacco